# أوكتاكوسانول-1
أوكتاكوسانول-1 (بالإنجليزية:1-Octacosanol) وهو عبارة عن كحول دهني أولي مكون من 28 كربونًا أليفاتيًا مستقيمة السلسلة وهو شائع في المنطقة اللاصقة شموع النباتات ، بما في ذلك أوراق العديد من أنواع الأوكالبتوس ، ومعظم أعشاب العلف والحبوب ، والسنط ، والتريفوليوم ، والبيزوم ، والعديد من الأجناس البقولية الأخرى من بين العديد من الأنواع الأخرى ، وأحيانًا كمكون رئيسي للشمع. يوجد أوكتاكوسانول أيضًا في جرثومة القمح.

## خواصه الكيميائية
أوكتاكوسانول غير قابل للذوبان في الماء ولكنه قابل للذوبان بحرية في الألكانات منخفضة الوزن الجزيئي وفي الكلوروفورم.

## التأثيرات البيولوجية
أوكتاكوسانول هو المكون الرئيسي في خليط البوليكوسانول. خضع أوكتاكوسانول لدراسة أولية لفائدته المحتملة لمرضى مرض باركنسون.   وقد وجدت الدراسات أيضًا أن الأوكتاكوسانول قد يثبط إنتاج الكوليسترول. في الفئران ، يقلل أوكتاكوسانول من التوتر ويعيد النوم المتأثر بالإجهاد إلى طبيعته.